# James Dean (pel·lícula)
James Dean és una pel·lícula nord-americana biogràfica de televisió de 2001 dirigida i produïda per Mark Rydell i protagonitzada per James Franco, Michael Moriarty, Valentina Cervi i Enrico Colantoni. Igualment, Rydell va actuar en el film, encarnant a Jack Warner. La pel·lícula narra la vida de l'actor James Dean, des de la seva infantesa i joventut fins a la seva defunció als vint-i-quatre anys.
El desenvolupament del projecte va començar a les mans de Warner Bros. durant la dècada de 1990, amb la idea de tenir a Milčo Mančevski i Michael Mann: a directors i a Leonardo DiCaprio: a protagonista. No obstant això, després de la sortida de tots dos es va descartar a DiCaprio —això també es va haver de l'alt salari que l'actor va requerir després d'èxits com Romeo + Juliet i Titanic— i es va considerar a Dennis Hopper: a director de la cinta. cal destacar que amb la sortida de DiCaprio es va pensar contractar a actors com Brad Pitt i Johnny Depp per al paper principal i en Gary Oldman com a secundari. No va ser fins al febrer de 1996 que es va triar a Rydell. Així i tot, la pel·lícula va seguir arrossegant un llarg desenvolupament. Franco va ser triat al maig de 2000, després d'una llarga cerca conformada per cinc-centes audicions.
Quant a la Repartiment, Warner Bros. va decidir fer a James Dean una pel·lícula per a televisió per Turner Network Television. El 5 d'agost de 2001, TNT va emetre la cinta, rebent crítiques generalment positives.
El 1939, als vuit anys, James Dean (James Franco) és un nen que conviu amb el seu distant pare Winton (Moriarty) i la seva mare Mildred (Lisa Robins) en Santa Monica, Califòrnia. Quan aquesta mor de càncer el 1940, Winton envia a James a Fairmount, on és criat pels seus oncles i comença a preguntar-se sobre l'abandó del seu pare.
James torna a Santa Mónica al juny de 1949, poc després de graduar-se de la secundària. Allí se sencera que el seu pare s'ha tornat a casar. El jove decideix ser actor i per a això pren classes sota la tutela de James Whitmore (David Parker). Aquest s'impressiona en veure la capacitat d'actuació del jove, per la qual cosa ho anima a traslladar-se a Nova York al setembre de 1951 per perseguir una carrera d'actor. En aquesta ciutat, Dean entaula una amistat amb el també actor Martin Landau (Samuel Gould) i comença una relació romàntica amb Christine White (Amy Rydell). Posteriorment, tots dos són acceptats en el prestigiós Actors Studio. James rep elogis de la crítica a causa del seu treball a Broadway i aconsegueix un paper en un drama televisiu que s'emet a nivell nacional. Quan tracta de comentar-li tots aquests successos al seu pare, només rep indiferència per part d'aquest, la qual cosa li causa problemes emocionals.
El 1955 el director Elia Kazan (Enrico Colantoni) contracta a James per al paper principal de la seva pel·lícula A l'est de l'edèn, la qual que marca el seu debut a Hollywood. Durant el rodatge de la cinta, Dean es sincera que la Warner Bros. pretén convertir-lo en una estrella de cinema. Posteriorment, es relaciona amb l'actriu italiana Pier Angeli (Valentina Cervi) i confesa que Winton no és el seu veritable pare. Winton revela que el pare de James en realitat era un home amb qui Mildred va tenir una idil·li ocult. Poc temps després de descobrir la veritat, el jove mor en un accident automobilístic, cosa que afecta a la indústria cinematogràfica i al públic en general.

## Repartiment
- James Franco: James Dean.
- Michael Moriarty: Winton Dean.
- Valentina Cervi: Pier Angeli.
- Enrico Colantoni: Elia Kazan.
- Mark Rydell: Jack Warner.
- Samuel Gould: Martin Landau.
- Wendy Benson: Julie Harris.
- David Parker: James Whitmore.

## Rebuda
El crític Ken Tucker, de la revista Entertainment Weekly, va escriure que Franco «va poder haver fet un Dean acceptable», però per contra va interpretar a «[un] jove insegur i desarrelat». No obstant això, Franco va rebre un Premi Globus d'Or per la seva actuació, així com nominacions als Premis Emmy i als Premis del Sindicat d'Actors.

### Premi Globus d'Or
| Any  | Categoria                                           | Receptor     | Resultat  |
| ---- | --------------------------------------------------- | ------------ | --------- |
| 2002 | Globus d'Or al millor actor en minisèrie o telefilm | James Franco | Guanyador |

### Premi Primetime Emmy
| Any  | Categoria                                          | Receptor                                                  | Resultat  |
| ---- | -------------------------------------------------- | --------------------------------------------------------- | --------- |
| 2002 | Millor telefilm                                    | Millor telefilm                                           | Nominat   |
| 2002 | Millor director - Minisèrie o telefilm             | Mark Rydell                                               | Nominat   |
| 2002 | Millor muntatge - Minisèrie o telefilm             | Antony Gibbs                                              | Nominat   |
| 2002 | Millor actor - Minisèrie o telefilm                | James Franco                                              | Nominat   |
| 2002 | Millor actor de repartiment - Minisèrie o telefilm | Michael Moriarty                                          | Guanyador |
| 2002 | Millor càsting - Minisèrie o telefilm              | Nancy Foy                                                 | Nominat   |
| 2002 | Millor direcció artística - Minisèrie o telefilm   | Robert Pearson, Marc Dabe i Leslie McCarthy-Frankenheimer | Guanyador |
| 2002 | Millor fotografia - Minisèrie o telefilm           | Robbie Greenberg                                          | Nominat   |
| 2002 | Millor vestuari - Minisèrie o telefilm             | Yvonne Blake i Randy Gardell                              | Nominat   |
| 2002 | Millor perruqueria - Minisèrie o telefilm          | Carol A. O'Connell                                        | Nominat   |
| 2002 | Millor maquillatge - Minisèrie o telefilm          | John M. Elliott Jr.                                       | Nominat   |